# Portret Karola V z psem
Portret Karola V z psem (hiszp. El emperador Carlos V con un perro) – renesansowy obraz olejny włoskiego malarza Tycjana przedstawiający króla Hiszpanii i cesarza rzymskiego Karola V. Obraz jest kopią dzieła austriackiego malarza Jakoba Seiseneggera.

## Okoliczności powstania

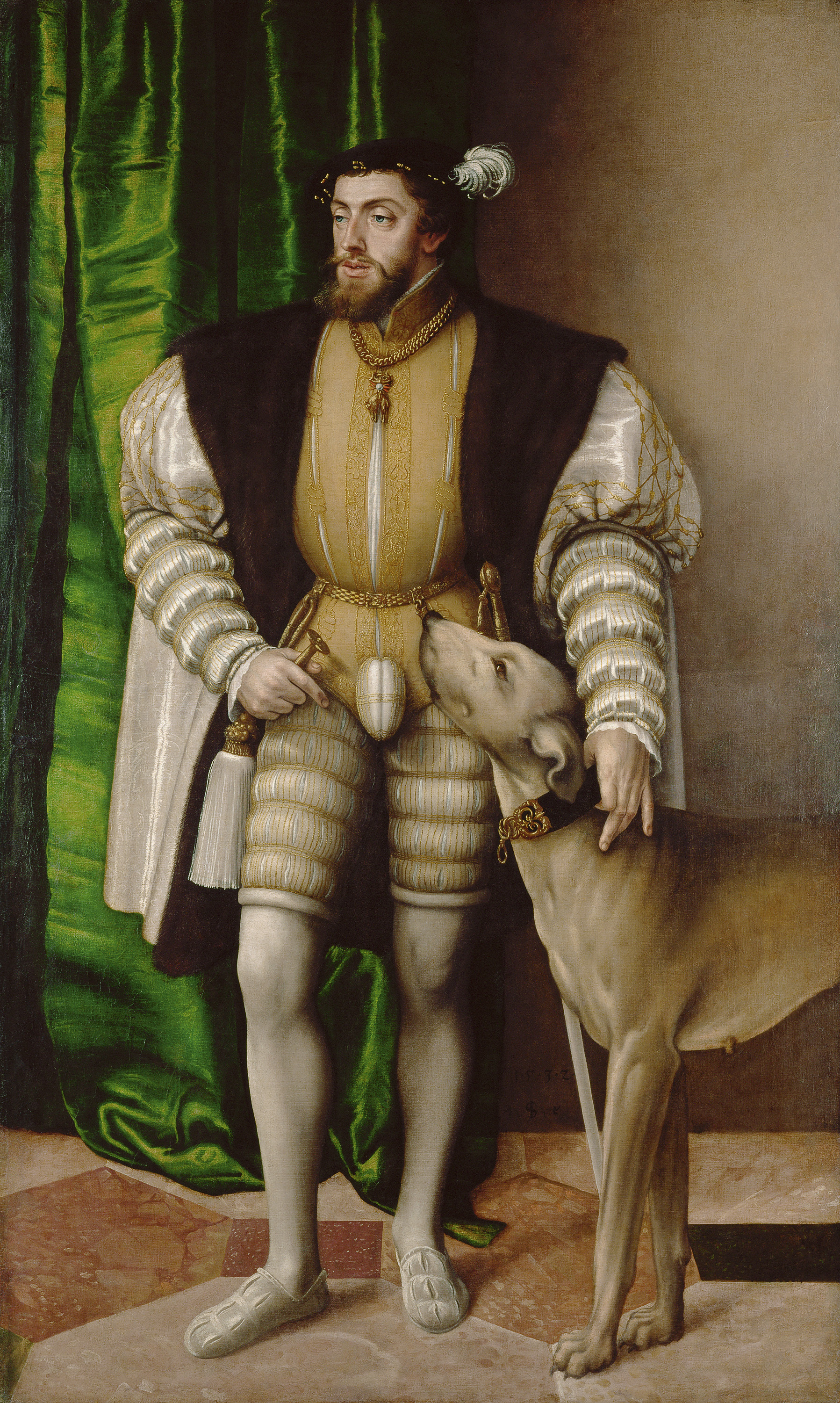
Oryginalna wersja z 1532, pędzla Jakoba Seiseneggera

Karol V zainteresował się włoskim renesansem w czasie pobytu we Włoszech. W lutym 1530 odbyła się jego koronacja na cesarza rzymskiego. Przedstawiono mu wtedy Tycjana, który namalował jego portret w zbroi, obecnie zaginiony. Król nie był zadowolony z obrazu, zapłacił za niego jednego dukata, pozostałą część wynagrodzenia pokrył książę Federico Gonzaga. 
Podczas drugiego pobytu cesarza w Bolonii od 13 grudnia 1532 do 28 lutego 1533 Tycjan, na życzenie króla, wykonał kopię portretu przedstawiającą Karola V z psem. Autorem oryginału z 1532 był austriacki artysta renesansowy Jakob Seisenegger, który pięciokrotnie portretował cesarza; obraz ten, jako Kaiser Karl V. mit Ulmer Dogge, znajduje się obecnie w Muzeum Historii Sztuki w Wiedniu. Nie wiadomo dlaczego król zamówił u Tycjana kopię, możliwe, że chciał sprawdzić jego umiejętności lub dać mu możliwość udoskonalenia portretu. Tycjan nie namalował jednak dokładnej kopii, oryginał potraktował raczej jako wzór i inspirację, tworząc dzieło wyższej jakości. Król zapłacił za portret 500 dukatów, nadał artyście tytuł szlachecki i zaprosił na madrycki dwór. Od tego czasu zaczęła się współpraca Tycjana z dworem Karola V, która wywarła znaczny wpływ na malarstwo hiszpańskie. 

## Opis obrazu
Tycjan powielił model monarchy z psem z niemieckiego obrazu, w przeciwieństwie do oryginału nie zastosował drobiazgowego stylu niemieckiego renesansu, wprowadzając kilka własnych elementów: uprościł podłogę i zasłonę, nadając kompozycji więcej głębi. Artysta wyidealizował również twarz cesarza przez zmniejszenie prognatyzmu (występującego u wielu Habsburgów w postaci pogrubionej wargi), ponadto uniesienie powiek, które na obrazie Seiseneggera są przymknięte do połowy oczu. Poprawił także nos nadając mu mało prawdopodobny, klasyczny kształt. Portret Tycjana ma bardziej osobisty charakter, podkreślający osobowość modela. Strój króla, łączący elementy dworskie i wojskowe, jest wyrazem władzy i zwierzchnictwa nad Włochami. Towarzyszący mu pies symbolizuje wierność. Motyw monarchy z psem był kontynuowany przez Velázqueza (Filip IV w stroju myśliwskim), a następnie Goyę (Karol III w stroju myśliwskim).

## Proweniencja
Prawnuk cesarza Karola V, król Filip IV, podarował ten portret królowi Anglii i Szkocji Karolowi I. Po śmierci obalonego przez poddanych Karola I obraz został odkupiony i wrócił do Hiszpanii, do królewskiej kolekcji sztuki. Był eksponowany w Pałacu Królewskim w Madrycie, obecnie znajduje się w Muzeum Prado.